# 银针绣球
银针绣球（学名：Hydrangea dumicola）为绣球花科绣球属下的一个种。

## 扩展阅读
- 維基物種上的相關：银针绣球